# Jogos Paralímpicos de Verão de 2032
Os XIX Jogos Paralímpicos de Verão, também chamados de Jogos Paralímpicos de Brisbane 2032 ou mais comumente Brisbane 2032, (em inglês: 2032 Summer Paralympics; em turrbal: Meeanjin 2032) será um evento multiesportivo para atletas com deficiência, organizado pelo Comitê Paralímpico Internacional (CPI), com sede em Brisbane, Queensland, Austrália, de 24 de agosto a 5 de setembro de 2032.
Será a segunda vez que a Austrália sedia os Jogos Paralímpicos, após Sidney 2000.

## Eleições
Por conta do acordo estabelecido entre Comitê Paralímpico Internacional e o Comitê Olímpico Internacional (COI) em 2001, o país que vencer as eleições para os Jogos Olímpicos também sediará os Jogos Paralímpicos.

## Organização
O Comitê Organizador de Brisbane para os Jogos Olímpicos e Paralímpicos de 2032 foi estabelecido pelo Governo de Queensland para planejar, organizar e entregar os Jogos Olímpicos e Paralímpicos de acordo com o contrato.
Em novembro de 2022, defensores, incluindo a atleta paraolímpica Karni Liddell, levantaram preocupações sobre a preparação de Brisbane para sediar as Paralimpíadas em 2032, citando muitos casos de falta de acessibilidade adequada para pessoas com deficiência em toda a cidade. Liddell implorou aos organizadores dos Jogos que consultassem o setor de pessoas com deficiência para permitir que a cidade se tornasse totalmente acessível a essas pessoas. O gerente da Youngcare Connect, Shane Jamieson, também acusou a cidade de estar "completamente mal preparada" para sediar as Paralimpíadas, afirmando que o desenvolvimento futuro antes de 2032 dependeria da consulta a pessoas com deficiência. O Comissário de Direitos Humanos de Queensland, Scott McDougall, afirmou que Queensland ainda estava atrasada em relação a tornar o transporte público totalmente acessível para pessoas com deficiência, com 40% das estações ferroviárias do sudeste de Queensland ainda acessíveis apenas por escadas.

## Os Jogos

### Novos eventos
Em 2021, a International Rugby League (IRL) declarou intenção de fazer campanha por sua inclusão em Brisbane 2032, focando na liga de rugby em cadeira de rodas para as Paralimpíadas e na rugby league nines para as Olimpíadas.